# Kronorden (Monaco)

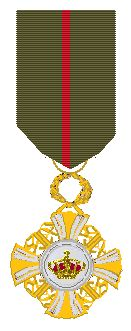
Riddarkorset av Kronorden.

Kronorden (franska: Ordre de la Couronne), är en order instiftad den 20 juli 1960 av furst Rainier III av Monaco. Orden har fem grader och belönas till inhemska och utländska medborgare för särskilda personliga insatser gentemot fursten. Ordens nuvarande stormästare är Albert II av Monaco.

## Grader
Orden består av fem grader:
- Storkors. Märke hänger från ordensband från höger skuldra till höger höft och stjärna på vänster bröst.
- Storofficer. Märke hänger från en kedja och stjärna på vänster bröst
- Kommendör. Märke hänger från en kedja
- Officer. Märke hänger från ett ordensband med rosett
- Riddare. Märke hänger från ett ordensband